# Samboy Lim
Avelino Borromeo Lim jr., detto Samboy (Quezon City, 1º aprile 1962 – Pasig, 23 dicembre 2023), è stato un cestista filippino.

## Carriera
Con le Filippine ha disputato i Campionati asiatici del 1985 e due edizioni dei Giochi asiatici (Seul 1986, Pechino 1990).